# Giuseppe Baldo
Giuseppe Baldo (Piombino Dese, Provincia de Padua, Italia, 27 de julio de 1914 - Montecatini Terme, Provincia de Pistoia, Italia, 31 de julio de 2007) fue un futbolista italiano. Se desempeñaba en la posición de centrocampista.

## Selección nacional
Fue internacional con la selección de fútbol de Italia en 4 ocasiones. Debutó el 3 de agosto de 1936, en un encuentro ante la selección de los Estados Unidos que finalizó con marcador de 1-0 a favor de los italianos.

## Clubes
| Club          | País   | Año         |
| ------------- | ------ | ----------- |
| Calcio Padova | Italia | 1932 - 1935 |
| S. S. Lazio   | Italia | 1935 - 1942 |